# Steve Trapmore
Stephen Patrick Trapmore (ur. 18 marca 1975) – brytyjski wioślarz. Złoty medalista olimpijski z Sydney.
Zawody w 2000 były jego jedynymi igrzyskami olimpijskimi. Medal wywalczył w ósemce. W tej konkurencji zdobył srebro mistrzostw świata w 1999, w czwórce ze sternikiem był pierwszy w 2002 i trzeci w 1997.